# Aaron Volpatti
Aaron Volpatti (* 30. Mai 1985 in Revelstoke, British Columbia) ist ein ehemaliger kanadischer Eishockeyspieler, der zuletzt bei den Washington Capitals in der National Hockey League unter Vertrag stand und parallel für deren Farmteam, die Hershey Bears, in der American Hockey League zum Einsatz kam.

## Karriere
Aaron Volpatti begann seine Karriere als Eishockeyspieler bei den Vernon Vipers, für die er von 2003 bis 2006 in der kanadischen Juniorenliga British Columbia Hockey League aktiv war. Anschließend besuchte er vier Jahre lang die Brown University, für deren Eishockeymannschaft er parallel in der ECAC Hockey spielte. Am 22. März 2010 erhielt der Flügelspieler einen Vertrag als Free Agent bei den Vancouver Canucks, für deren damaliges Farmteam Manitoba Moose aus der American Hockey League (AHL) er gegen Ende der Saison 2009/10 sein Debüt im professionellen Eishockey gab, als er in insgesamt 13 Spielen zwei Tore und eine Vorlage erzielte. In der Saison 2010/11 gab der Kanadier sein Debüt für die Vancouver Canucks in der National Hockey League, für die er in 15 Spielen je ein Tor und eine Vorlage erzielte. Parallel spielte er weiterhin überwiegend für die Manitoba Moose in der AHL.
Die Saison 2011/12 begann Volpatti als Stammspieler im NHL-Team der Vancouver Canucks, ehe er nach einer schweren Schulterverletzung im Dezember 2011 vorzeitig die Spielzeit beenden musste. Ende Februar 2013 wurde der auf der Waiverliste befindliche Volpatti von den Washington Capitals ausgewählt. In der folgenden Saison 2013/14 stand er regelmäßig im Kader der Capitals und absolvierte knapp die Hälfte der Spiele der regulären Saison. Aufgrund einer Operation an der Halswirbelsäule verpasste er einen Großteil der Saison 2014/15 und stieß erst im Februar 2015 wieder zur Mannschaft, wobei er allerdings nur auf zwei Einsätze kam und im Anschluss an die Hershey Bears aus der AHL abgegeben wurde.

## Erfolge und Auszeichnungen
- 2007 ECAC Hockey All-Academic Team
- 2008 ECAC Hockey All-Academic Team
- 2009 ECAC Hockey All-Academic Team
- 2010 ECAC Hockey Third All-Star Team